# Étienne de La Vallée-Poussin
Pour les articles homonymes, voir Famille de La Vallée Poussin.
Étienne de La Vallée-Poussin (certaines biographies donnent Delavallée-Poussin), né à Rouen le 12 juillet 1735 et mort à Paris le 18 novembre 1802, est un peintre d’histoire et décorateur français.

## Biographie
Appartenant par sa mère à la famille du grand peintre Poussin, La Vallée-Poussin fit à l'école des beaux-arts de Rouen, dirigée par Descamps, de rapides progrès dans ses études. Après avoir été trois fois l’un des premiers lauréats de cette école, il monta à Paris pour se perfectionner dans son art. Reçu dans l’atelier de Pierre, peintre du roi, il obtint, en 1759, le prix de Rome et fut envoyé en Italie.
La Vallée-Poussin passa plusieurs années à Rome, où il fut reçu « donat » de l’ordre de Saint-Jean de Jérusalem, et celui de membre de l’Académie des Arcades. De retour en France, il fut admis, en 1789, à l’Académie de Peinture avec le Retour du jeune Tobie et sa rencontre avec son père et sa mère comme tableau de réception.
Les principaux tableaux de La Vallée-Poussin sont : la Multiplication des huiles ou la Veuve de Sarepta, tableau qui avait mérité à son auteur le Grand prix de Rome et qui se trouve aujourd'hui au Musée de Rouen ; la Naissance de Jésus-Christ, l’Adoration des Bergers (deux toiles de grande dimension) ; Portrait de Benoît XIV.

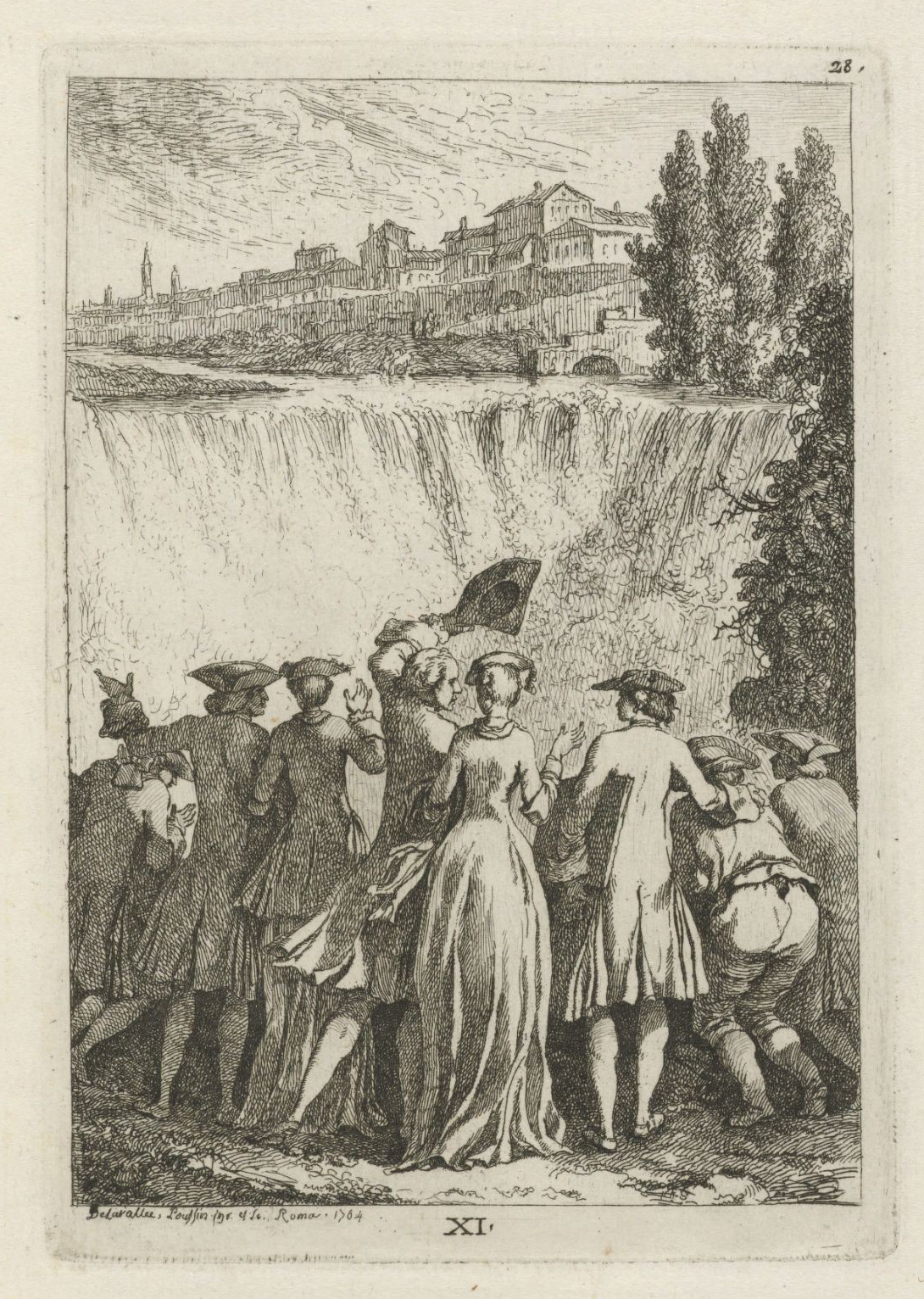
Nella venuta in Roma, 1764

L’ouvrage intitulé Nella venuta in Roma, publié en 1764, in 4° contient quelques figures de La Vallée-Poussin. Une autre publication que l’on doit à Alexandre Lenoir, renferme quarante planches d’arabesques pour la décoration des appartements, genre dans lequel excellait cet artiste. « Les dessins de ce peintre rouennais, dit Chennevières, sont fort beaux de caractère, pleins de sentiment et le rendent vraiment digne du nom superbe qu’il portait. »

## Œuvres

### Peinture
- Portrait de Benoît XIV, Musée des Beaux-Arts de Rouen
- Le Miracle du prophète Élie en faveur d’une pauvre veuve dont l’huile se multiplie, Musée des Beaux-Arts de Rouen
- Le Retour de Tobie, église Saint-Jean-Baptiste-de-la-Salle, Paris
- Le Bal de Saint-Cloud, Musée des Beaux-Arts de Carcassonne, (gravé par Fessard en 1760)
- La Fuite en Égypte (1774) dans la chapelle du Cœur immaculé de Marie de la Basilique Sant'Eustachio, Rome

« L’adoration des bergers » Église Saint Eustache Paris

### Dessin
- La Prière : femmes et enfants à genoux ou assis dans une église, Musée du Louvre
- Moines distribuant de la soupe aux pauvres, Musée du Louvre